# Nova Cantu
Nova Cantu – miasto i gmina w Brazylii, w stanie Parana. Znajduje się w mezoregionie Centro Ocidental Paranaense i mikroregionie Goioerê.